# Proctacanthus basifascia
Proctacanthus basifascia är en tvåvingeart som beskrevs av Walker 1855. Proctacanthus basifascia ingår i släktet Proctacanthus och familjen rovflugor. Inga underarter finns listade i Catalogue of Life.